# Saya (funda)

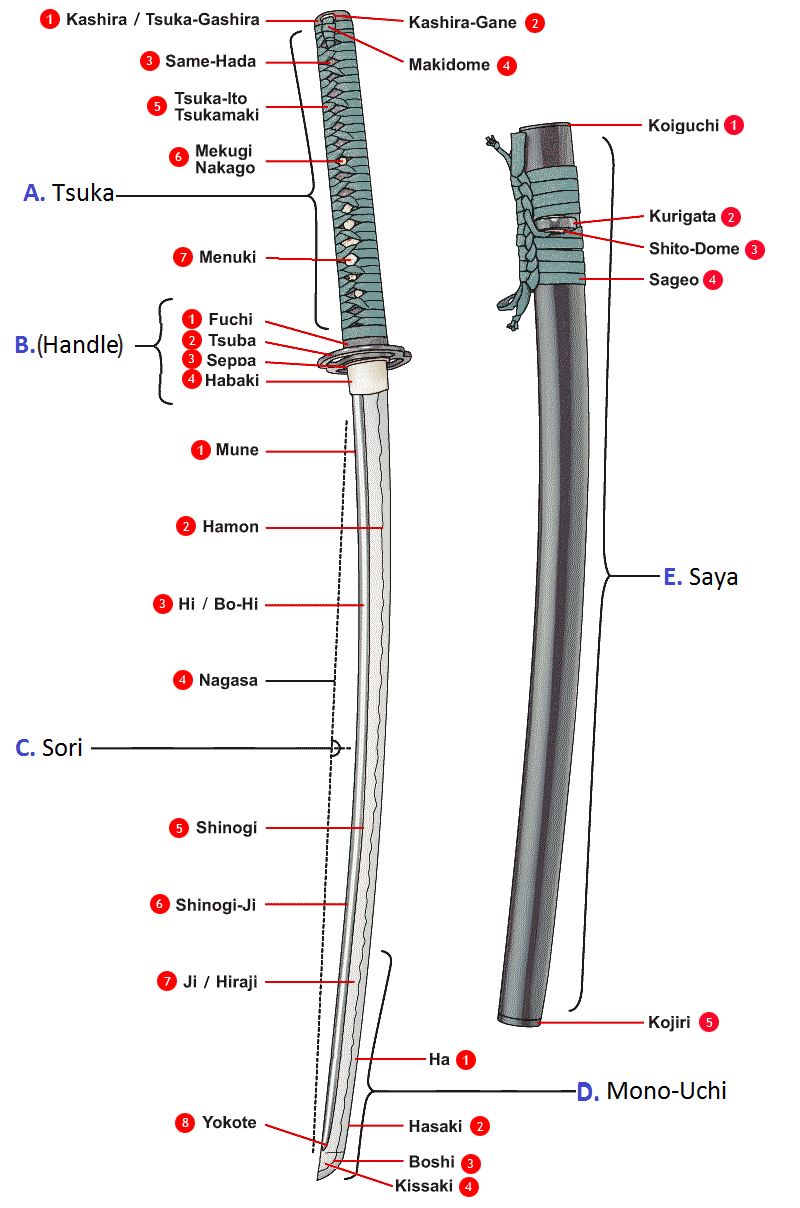
Diagrama de una katana y su saya con sus partes identificadas.

Genéricamente, la saya (鞘?) hace referencia a la funda o vaina de una espada japonesa o un cuchillo. Solía hacerse de madera ligera, lacada por el exterior.
La madera es tan delicada que debe tenerse gran cuidado al desenvainar, puesto que hacerlo de un modo incorrecto puede hacer que el filo atraviese la vaina y cercene uno o varios dedos. La saya dispone de un enganche (栗形 kurigata?) en un lateral para enlazar el cordón (sageo) que la une al obi, y puede tener un pie (小尻 kojiri?) hecho de metal.